# Kaufmännische Schule Tauberbischofsheim
Die Kaufmännische Schule Tauberbischofsheim (KSTBB) umfasst fünf verschiedene Schularten der berufsbildenden Schulen mit einem Angebot an Voll- und Teilzeitschulen. Schulträger der Kaufmännischen Schule in Tauberbischofsheim ist der Main-Tauber-Kreis im nordöstlichen Baden-Württemberg.

## Geschichte

### Schule
Vorgeschichte

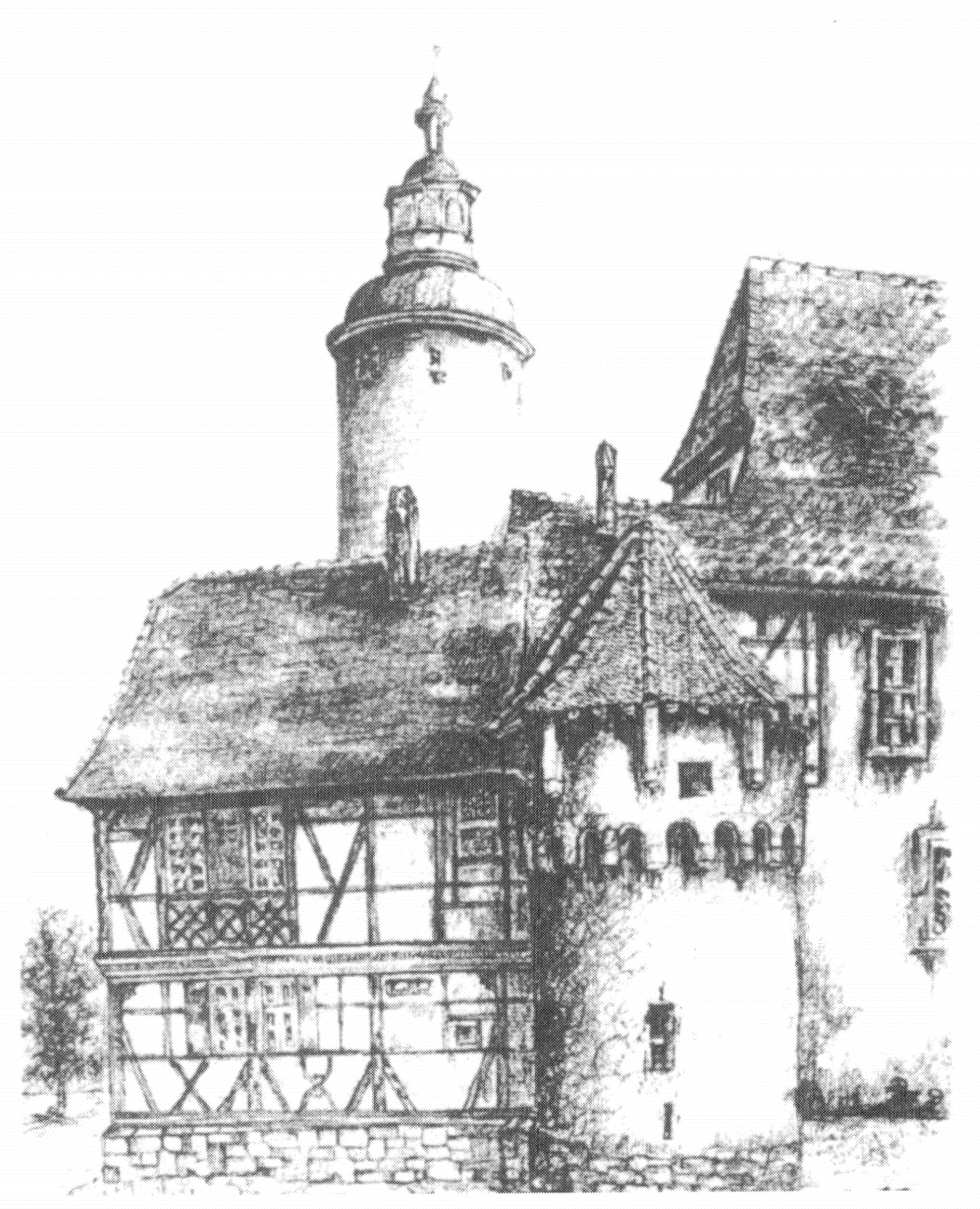
Kurmainzisches Schloss in Tauberbischofsheim, ehemaliges Schulgebäude

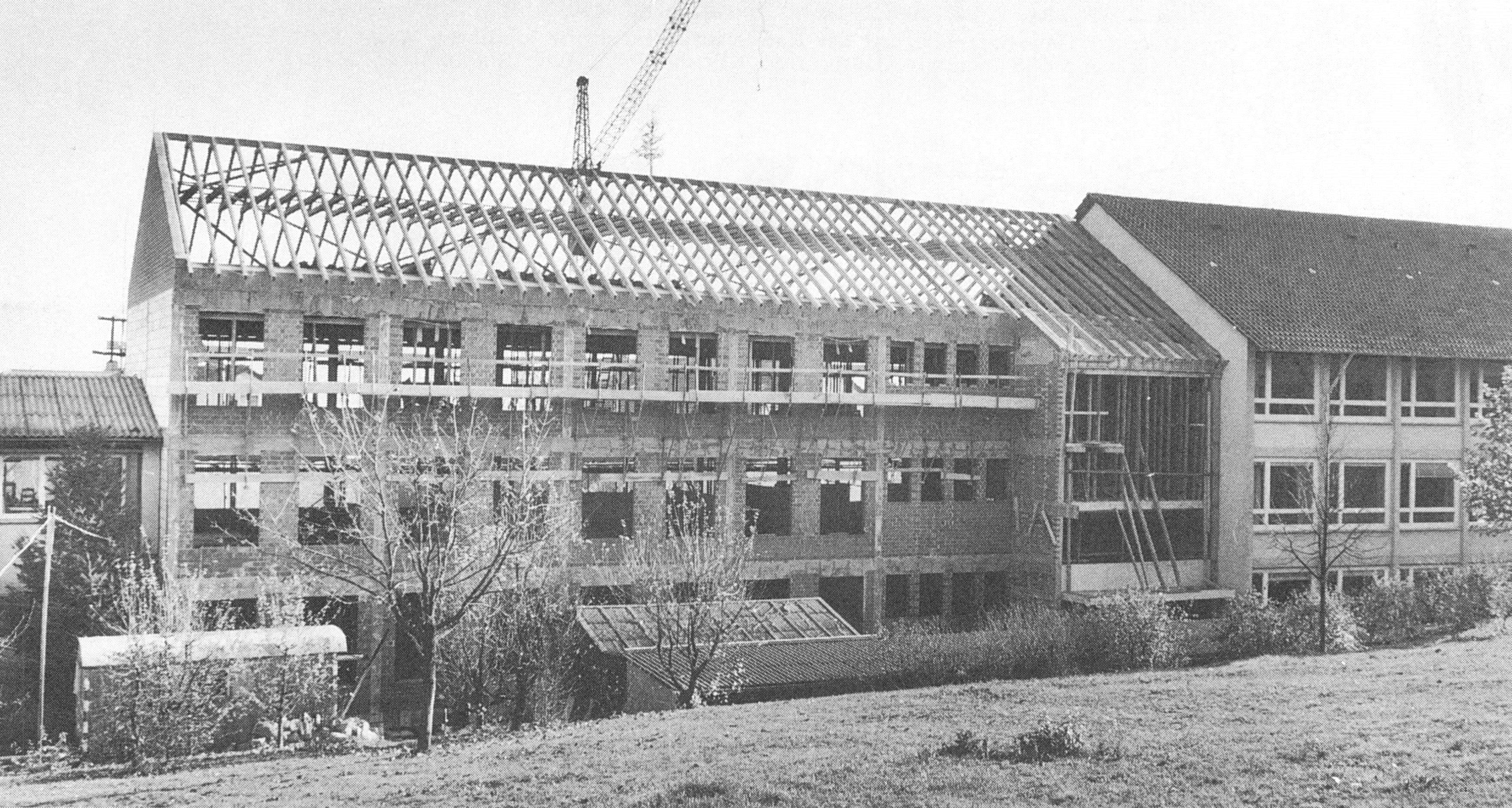
Neubau der heutigen Schulgebäude

Bereits im Jahre 1854 wird in Tauberbischofsheim eine Gewerbeschule gegründet, der bis 1921 eine „Handelsabteilung“ angeschlossen war. Am 15. August 1901 verabschiedete der damalige Tauberbischofsheimer Stadtrat ein „Ortsstatut für die Kaufmännische Fortbildungsschule in Tauberbischofsheim“. Vom November 1916 bis zum Mai 1918 war die „Handelsabteilung“ ganz geschlossen, da der einzige „Handelslehrer“ der Schule zum Kriegsdienst im Ersten Weltkrieg einberufen worden war.
Von der Gründung bis zum Beginn des Zweiten Weltkriegs
Am 10. Januar 1921 wurde die Kaufmännischen Schule Tauberbischofsheim durch Erlass des Kultusministeriums gegründet, indem die Trennung der Handelsschule von der Gewerbeschule in zwei selbstständige Schulanstalten bestätigt wurde. Bereits im Herbst 1924 begann man mit der Einführung des Schreibmaschinenunterrichts. Im Mai 1925 wurde erstmals das Fach Englisch unterrichtet. Ab 1928 besaß Tauberbischofsheim mit der Einführung der „Aufbauoberrealschule“ neben dem traditionellen Gymnasium zwei „höhere“ Schulen, die das Abitur verliehen. Am 9. April 1937 folgte die Eröffnung der „Höheren Handelsschule“ mit zwei Schulzügen im Kurmainzischen Schloss zu Tauberbischofsheim. Mit dem Beginn des Zweiten Weltkrieges wurde 1939 der Schulbetrieb eingestellt.
Wiederaufnahme des Schulbetriebs nach dem Krieg
Mit einer Sondergenehmigung durch die amerikanische Militärregierung war die Höhere Handelsschule Tauberbischofsheim die erste Kaufmännische Schule in ganz Nordbaden, die ab Herbst 1945 wieder unterrichten durfte. Zum vorübergehenden Schulleiter wurde Josef Albicker ernannt. 1956 wurde in der Dr.-Philipp-Adam-Ulrich-Straße ein Neubau der „Handels- und Höheren Handelsschule mit Gemeinschaftshaus“ erstellt und 1957 eingeweiht.
Die Zeit nach dem Umzug in die heutigen Schulgebäude
Am 7. September 1967 wurde die zweijährige Wirtschaftsschule als berufsvorbereitende Vollzeitschule eingeführt. Als erstes berufliches Gymnasium im Main-Tauber-Kreis wird 1968 das Wirtschaftsgymnasium in Tauberbischofsheim eröffnet. 1971 legte der erste Abiturjahrgang seine Abiturprüfung ab. Zum 75-jährigen Bestehen der Kaufmännischen Schule Tauberbischofsheim wurde im Jahre 1997 ein Tag der offenen Tür veranstaltet und eine Schulchronik veröffentlicht.
Vom Einzug digitaler Medien bis zum Medienpreis

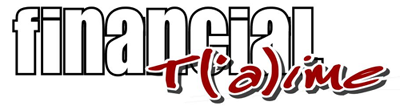
Financial T(’a)ime, von 2004 bis 2017

Die im Jahre 2004 gegründete Online-Schülerzeitung Financial T(’a)ime (FT) wurde über die Schulfamilie und die Stadt Tauberbischofsheim hinaus bekannt und mit verschiedenen Preisen ausgezeichnet. Seit 2017 wird sie als FT-Abi-Plattform als eigenständiges Medienportal weitergeführt. Die FT-Abi-Plattform betreibt weiterhin einen YouTube-Kanal, zwei Homepages und zeichnet nach wie vor für die Inhalte der Jugendseite („VON jungen Leuten FÜR junge Leute“) im städtischen Mitteilungsblatt Tauberbischofsheim AKTUELL verantwortlich, das zweimal monatlich in allen Haushalten der Gemeinde Tauberbischofsheim ausgetragen wird.
2010 erfolgt der Einstieg in das Konzept der „Operativ Eigenständigen Schule (OES)“. Im gleichen Jahr besuchen Schüler und Lehrer der Tauberbischofsheimer Partnerstadt Vitry-le-François aus Frankreich die Kaufmännische Schule Tauberbischofsheim und verschafften sich einen Einblick in die Übungsfirmenarbeit der Schule sowie in das duale Ausbildungssystem in Deutschland. 2011 gewinnt die KSTBB das „Europäische Sprachensiegel“ sowie 2014 den „Medienpreis der aim-Akademie“ für das beste Medienkonzept einer Beruflichen Schule im Regionalverband Heilbronn-Franken. In der Folge wurde die Kaufmännische Schule noch im selben Jahr als eine von nur wenigen Schulen in Baden-Württemberg ausgewählt, um an einem Schulversuch zum Einsatz von Tablets im Unterricht teilzunehmen.
Sanierungsarbeiten zur Förderung der Inklusion

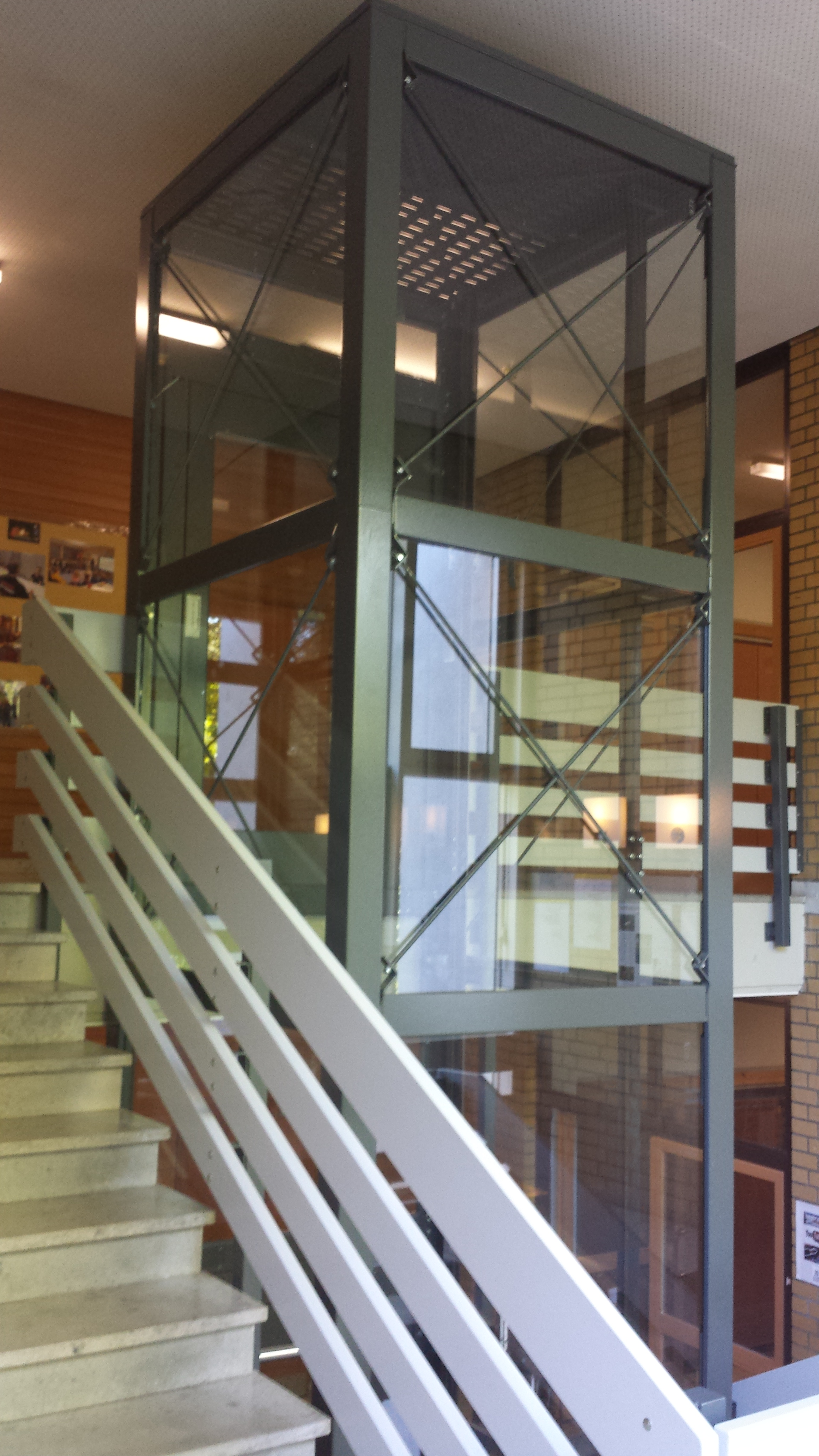
Ein Aufzug für barrierefreies Unterrichten zur Förderung der Inklusion

Ebenfalls im Jahr 2014 begannen mit der Sanierung der Aula, des Treppenhauses und aller sanitären Anlagen umfangreiche Sanierungsarbeiten am Schulgebäude durch den Landkreis. Damit die Inklusion von körperbehinderten Schülern gelingen kann, erhielt die Schule neben behindertengerechten Toiletten einen Aufzug, um eine Barrierefreiheit zu ermöglichen. 2015 wurde die umfassende Sanierung des Schulgebäudes abgeschlossen. Zum Beginn des Schuljahres 2015/16 wurde an der KSTBB mit einer VABO-Klasse eine weitere Schulart für jugendliche Migranten ohne Deutschkenntnisse eingerichtet.
Gründung eines Fördervereins und Einzug der Digitalisierung
Am 15. Dezember 2016 fand die Gründungsversammlung eines Fördervereins der Kaufmännischen Schule Tauberbischofsheim e. V. statt, der den Zweck der gemeinnützigen, ideellen, finanziellen und sachlichen Förderung der Bildung und Erziehung an der Schule verfolgt.
Das im Jahr 2014 prämierte schulische Medienkonzept wurde ab 2015 zum Projekt „#DigitaleSchule“ weiterentwickelt und im Frühjahr 2017 im Rahmen der Bildungsmesse didacta in Stuttgart als Digitalisierungskonzept präsentiert. Mit ihrem Digitalisierungskonzept wurde die Schule im Jahr 2018 vom Bundesverband Informationswirtschaft, Telekommunikation und neue Medien als „Smart School“ ausgezeichnet.
Auswirkungen der COVID-19-Pandemie auf die Schule
Ab dem 17. März 2020 musste die Schule aufgrund der COVID-19-Pandemie in Deutschland zunächst bis zum 19. April 2020 (Ende der Osterferien) wie auch alle anderen Schulen in Deutschland geschlossen bleiben, um die weitere Ausbreitung der COVID-19-Pandemie durch Reduzierung der Sozialkontakte zu verlangsamen. Die Digitalisierung der Schule und neue Formen des Fernunterrichts rückten dadurch noch stärker in den Fokus. Auf der Schulhomepage wurde ein „Virtuelles Klassenzimmer“ eingerichtet, um den Schülern über das Internet einen Fernzugriff auf die Arbeitsmaterialien sowie einen Austausch zwischen Schülern und Lehrern zu ermöglichen. Daneben wurde in einzelnen Unterrichtsfächern auch per Videokonferenzen unterrichtet. Ab dem 4. Mai 2020 wurde die Schule für Abschlussklassen mit Abstandsreboten und einem Hygieneplan wieder eröffnet. Das Landratsamt des Main-Tauber-Kreises verteilte für die Schüler Mund-Nasen-Schutzmasken.
100-jähriges Schuljubiläum und die Zeit danach
Am 10. Januar 2021 bestand die Schule seit 100 Jahren. Aufgrund der COVID-19-Pandemie wurde das 100-jährige Schuljubiläum mit einem Jahr Verzögerung mit einem Benefizlauf am 1. Oktober 2022 und einem Festakt mit Tag der offenen Tür am 22. Oktober 2022 gefeiert. In diesem Rahmen wurde eine Festschrift zur Schulgeschichte veröffentlicht.

### Schulleitung
Liste der Schulleiter
| Amtszeit                          | Schulleiter      |
| --------------------------------- | ---------------- |
| 1937–1941 (Einzug zum Wehrdienst) | Alfons Woll      |
| 1945–1966                         | Josef Albicker   |
| 1966–1966                         | Erich Rechenbach |
| 1966–1985                         | Heribert Janitza |
| 1985–1994                         | Oskar Muck       |
| 1994–1997                         | Helmut Herrmann  |
| 1997–2007                         | Manfred Maninger |
| 2008–2014                         | Erich Deeg       |
| 2014–2024                         | Robert Dambach   |
| Seit 2024                         | Frank Stephan    |

Aktuelles Schulleitungsteam
| Schulleitungsmitglied | Funktion und Ansprechpartner                                           |
| --------------------- | ---------------------------------------------------------------------- |
| Frank Stephan         | Schulleiter                                                            |
| Günther Krajewski     | Stellvertretender Schulleiter und Leiter Wirtschaftsgymnasium          |
| Uwe Daub              | Leiter Berufsfachschule Wirtschaft, Berufskolleg I und Berufskolleg II |
| Udo Mader             | Leiter Kaufmännische Berufsschule und VABO                             |

## Schularten und Schulabschlüsse
Die Kaufmännische Schule Tauberbischofsheim bietet in der Form von fünf unterschiedlichen Voll- und Teilzeitschulen die folgenden Schulabschlüsse und Berufsfelder an:

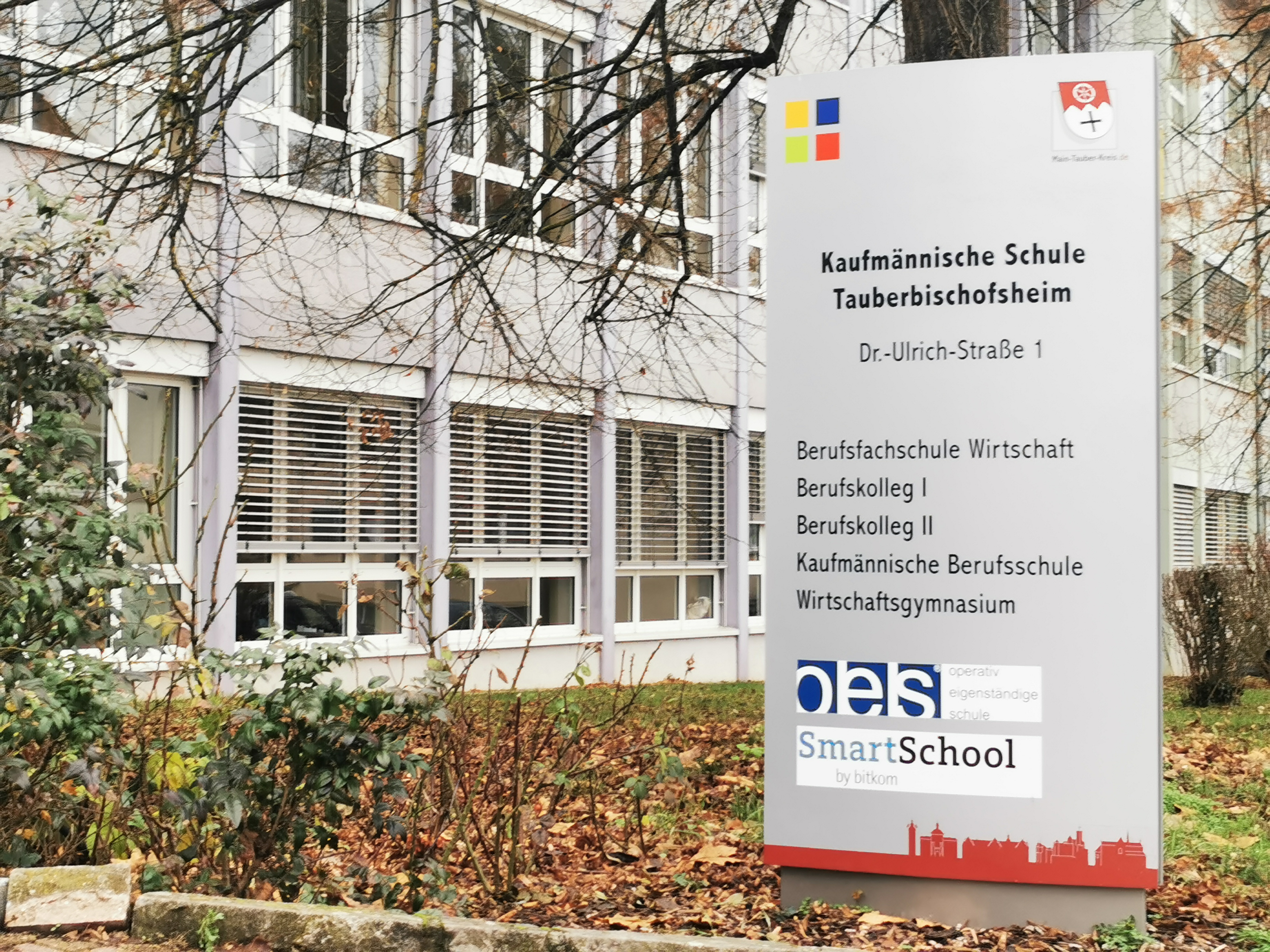
Schularten der KSTBB

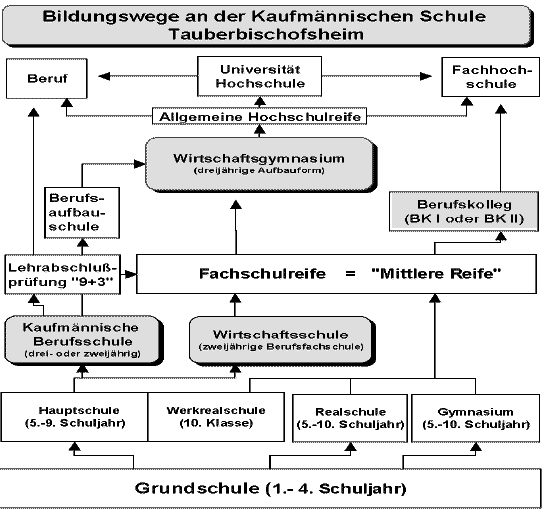
Bildungswege und Schulabschlüsse an der KSTBB

### Vollzeitschulen
Vorbereitungsjahr Arbeit und Beruf ohne Deutschkenntnisse (VABO)
- Dauer: Mindestens ein Jahr.
- Abschluss: Ein Schulabschluss wird nicht angestrebt. Das Schuljahr endet mit einer Deutschprüfung, die maximal das Sprachniveau B1 prüft. Im Anschluss besteht die Möglichkeit, je nach anerkanntem Schulabschluss aus dem Heimatland, eine weitere berufliche Vollzeitschule zu besuchen, um einen deutschen Schulabschluss zu erlangen.
- Merkmale: Überwiegend jugendliche Migranten ohne Deutschkenntnisse erhalten ein gezieltes Sprachförderangebot mit dem Schwerpunkt Deutsch.

Zweijährige Berufsfachschule Wirtschaft (2BFW)
- Dauer: Zwei Jahre.[30]
- Abschluss: Fachschulreife (Mittlere Reife)[30]
- Merkmale: Zusätzlich zum regulären Realschulabschluss erhalten Absolventen auch eine kaufmännische Vorbildung. Die Schüler arbeiten u. a. in Übungsfirmen.[30]

Kaufmännisches Berufskolleg I und II (BK I u. II)
- Dauer: Jeweils ein Jahr.[31]
- Abschluss: Berufskolleg I: Berufsvorbereitung und anschließender Zugang zum Berufskolleg II. Abschluss Berufskolleg II: Fachhochschulreife und Staatlich geprüfter Wirtschaftsassistent[31]
- Merkmale: In zwei Jahren wird die Fachhochschulreife erlangt. Eine höhere Allgemeinbildung und eine kaufmännische Grundausbildung werden vermittelt.[31]
- Profil: „Wirtschaft- und Datenverarbeitung“: Vertiefung von Kenntnissen im Bereich der kaufmännischen Verwaltung und Datenverarbeitung.[31]

Wirtschaftsgymnasium (WG)
- Voraussetzungen: Mittlere Reife/Fachhochschulreife[32]
- Dauer: Drei Jahre.[32]
- Abschluss: Abitur[32]
- Merkmale: Es werden wirtschaftsbezogene Fächer unterrichtet, die allgemein bildende und berufsbezogene Inhalte miteinander verknüpfen.[32]
- Profile: Zwei verschiedene Profilrichtungen mit den Schwerpunkten Wirtschaft oder Finanzen.[33]

### Teilzeitschulen
Kaufmännische Berufsschule (KBS)
Als Teilzeitschule hat die Kaufmännische Berufsschule folgende Merkmale:
- Der Unterricht erfolgt in enger Zusammenarbeit mit den Ausbildungsbetrieben. Er findet an eineinhalb Tagen je Woche statt. Alternativ werden weitere Modelle und Blockunterricht angeboten.
- Die Regelausbildungszeit umfasst drei Jahre. Sie endet mit einem Abschluss in einem anerkannten Ausbildungsberuf. Durch Lehrzeitverkürzung ist der Ausbildungsabschluss schon nach zwei oder zweieinhalb Jahren möglich.
- Unter bestimmten Voraussetzungen kann auf Antrag ein dem Realschulabschluss gleichwertiger Bildungsstand bescheinigt werden („9+3-Modell“ in Baden-Württemberg).

An der Kaufmännischen Schule Tauberbischofsheim werden folgende Ausbildungsberufe unterrichtet: Bankkaufmann, Industriekaufmann, Kaufmann für Büromanagement, Verwaltungsfachangestellter, Fachlagerist, Fachkraft für Lagerlogistik, Verkäufer sowie Kaufmann im Einzelhandel.

## Besonderheiten

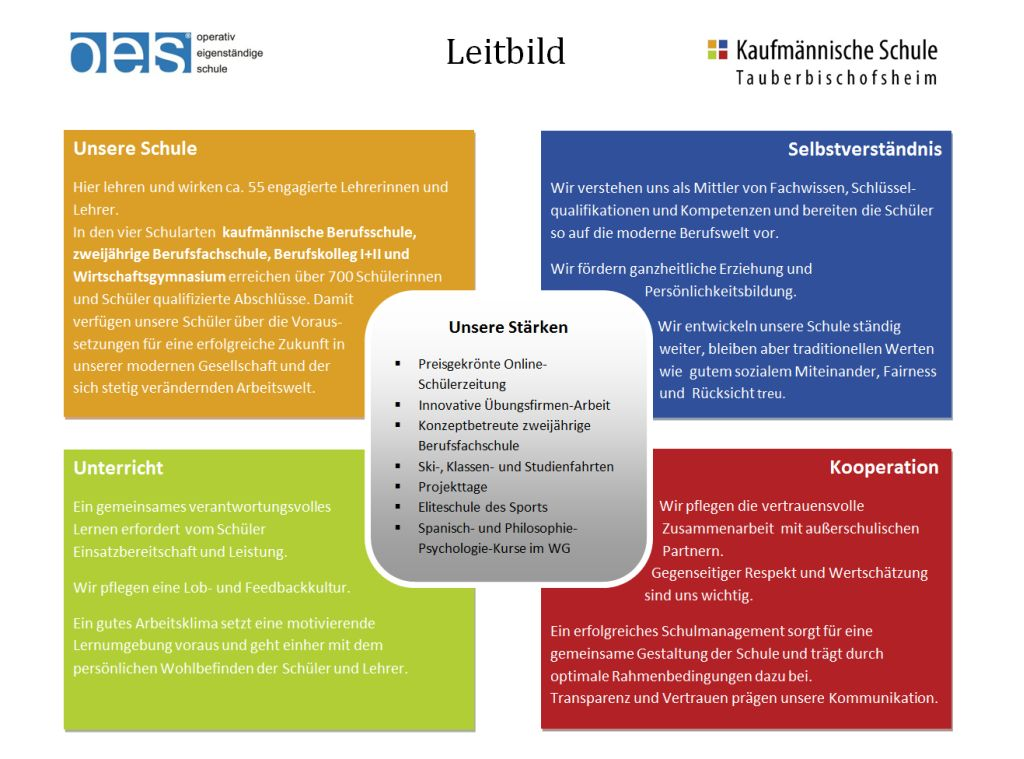
Qualitätsleitbild mit den Besonderheiten der Kaufm. Schule Tauberbischofsheim

### Operativ Eigenständige Schule
Seit November 2010 ist die KSTBB eine „Operativ Eigenständige Schule“ (OES), was ein Konzept des Landes Baden-Württemberg für „ein umfassendes System aus schulinterner Qualitätsentwicklung und veränderter administrativer Steuerung für die beruflichen Schulen in Baden-Württemberg“ ist. In diesem Rahmen entwickelte man ein Qualitätsleitbild, welches die Besonderheiten, Stärken und Zielbereiche der Schule darstellt.
Darüber hinaus weist sie folgende Besonderheiten auf:

### Europäisches Sprachensiegel
An der Schule wurden in Kooperation mit der französischen Schule „Lycée Alexandre Dumas“ in Illkirch (Elsass) und der Landesakademie für Fortbildung und Personalentwicklung an Schulen Baden-Württemberg wesentliche Inhalte des Landesakademie-Bildungsprojektes „Deutsch-französischer virtueller Online-Markt – anwendungsbezogenes Sprachenlernen durch Gründung virtueller Firmen und Abwicklung der Geschäftsprozesse“ entwickelt. Dieses wurde im Rahmen des Wettbewerbs „Sprachenlernen in der Gemeinschaft – Ressourcen nutzen und Kompetenzen ausbauen“ mit dem Europäischen Sprachensiegel 2011 ausgezeichnet.

### Eliteschule des Sports
2009 erhielt die KSTBB vom Deutschen Olympischen Sportbund (DOSB) zusammen mit vier weiteren Partnerschulen in Tauberbischofsheim (Matthias-Grünewald-Gymnasium, Gewerbliche Schule am Beruflichen Schulzentrum, sowie Riemenschneider-Realschule und Pestalozzi-Werkrealschule beim Schulzentrum am Wörth) das Prädikat Eliteschule des Sports. Die staatlichen Schulen Tauberbischofsheims, der ehemalige Olympiastützpunkt Tauberbischofsheim und heutige Bundesstützpunkt sowie das Voll- und Teilinternat des Fecht-Clubs Tauberbischofsheim arbeiten dabei in einem Verbundsystem. Die Schüler können somit einerseits dem zeitintensiven Hochleistungssport nachgehen und zeitgleich die allgemeine Hochschulreife erreichen. Dabei konnten Schüler der Kaufmännischen Schule Tauberbischofsheim viele Medaillen bei Olympischen Spielen, Welt- und Europameisterschaften erreichen.

### Schüler-FAQ

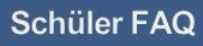
Schüler-FAQ der KSTBB

Die Schule startete 2010 das Online-Projekt „Schüler-FAQ“ zur Förderung der Schüler-Selbstorganisation. Das FAQ wurde zu großen Teilen von Schülern mitentwickelt und umfasst mittlerweile auf über 200 Seiten potenzielle Schülerfragen und entsprechende Antworten, die meist aus Schülerperspektive formuliert sind. Es bietet im Schulalltag und vor allem neuen Schülern auf immer wiederkehrende Fragen zielführende Antworten. Das „Schüler-FAQ“ ist an allen Schulrechnern auf dem Desktop und auch online verfügbar.

### Medienpreis
2014 bekam die Schule den mit 15.000 Euro dotierten zweiten Preis für das beste Medienkonzept einer Beruflichen Schule. Der Preis wurde von der Akademie für Innovative Bildung und Management (aim), die zur Dieter-Schwarz-Stiftung in Heilbronn gehört, verliehen. Damit wurde die erfolgreiche Einführung moderner Medien in den Unterricht ausgezeichnet. 2009 führte sie als eine der ersten Schulen „Activeboards“ ein. Über ihre Online-Schülerzeitung „Financial T('a)ime“ wurden Erfahrungen damit jedermann zugänglich gemacht. Damit wurde sie deutschlandweit Anlaufstelle für andere Schulen, die sich für diese Technologie interessierten.

### Tablet-Modellschule
Die KSTBB ist eine von zwölf beruflichen Schulen, die vom Kultusministerium Baden-Württemberg 2014 ausgewählt wurden, um zukünftig am Schulversuch zum Einsatz von Tablets im Unterricht teilzunehmen. Mit dieser Initiative sollen moderne Arbeitsweisen der Berufswelt in die Klassenzimmer gebracht und die Lebenswirklichkeit der Schüler aufgegriffen werden. Um den Effekt von Tablets auf die Lernprozesse zu erforschen, wird der Schulversuch vor allem in den Fächern Mathematik, dem Profilfach Wirtschaft und den Sprachen wissenschaftlich begleitet. Darüber hinaus wird der Tableteinsatz auch in anderen Fächern erprobt, unter anderem zur Beobachtung von Bewegungsabläufen im Sportunterricht.

### Digitalisierungskonzept
Die Schule entwickelte ihr 2014 prämiertes Medienkonzept ab 2015 weiter zum Projekt „#DigitaleSchule“. Dieses gliederte die Schule in die folgenden vier Bereiche: 1. Digitale Schule – Unsere Stärken, 2. Digitaler Unterricht – Unser Alltag, 3. Digitale Ausstattung – Unser Rüstzeug, 4. Digitale Fortbildungen – Unsere Zukunft. Auf dem Bildungskongress der Kommunalen Landesverbände am 17. Februar 2017 im Rahmen der Bildungsmesse didacta in Stuttgart präsentierte die Schule ihr Digitalisierungskonzept. Der Bildungskongress stand an diesem Tag unter dem Motto „Bildung auf Draht – Digitalisierung der Schulen“. Mit ihrem weiterentwickelten Digitalisierungskonzept wurde die Schule 2018 von bitcom als „Smart School“ ausgezeichnet. 2020 erstellte die Schule für den Schulträger einen Medienentwicklungsplan, der als Voraussetzungen für das Abrufen von Mitteln aus dem Digitalpakt Schule gilt. Der Schulträger Main-Tauber-Kreis erhält diesbezüglich vom Bund aus dem Digitalpakt Schule ein Budget von etwa 2,2 Millionen Euro für die Beruflichen Schulen und die Sonderpädagogischen Bildungs- und Beratungszentren des Kreises zugeteilt. Teile dieses Budgets kann die Kaufmännische Schule anhand ihres Medienentwicklungsplans bis 2023 abrufen.

### Nachhaltigkeitsprojekte
Die Schule verfolgt verschiedene Projekte, die auf Umweltbewusstsein und Nachhaltigkeit ausgerichtet sind. So wurde beispielsweise die Beleuchtung im gesamten Schulhaus auf energiesparende Leuchtmittel umgestellt. Daneben werden die schulischen Drucker und Kopierer für Unterrichtszwecke ausschließlich mit Recyclingpapier betrieben, das mit dem Blauen Engel zertifiziert ist, womit die Schule zur Ressourcenschonung beiträgt. Neben einer Schonung der Holz-Reserven wird bei der Herstellung des Recyclingpapiers im Vergleich zu konventionellem Papier auch etwa zwei Drittel weniger Energie und Wasser verbraucht.
In einem anderen Projekt pflanzten Schüler im Jahre 2012 insgesamt 1000 Bäume im Stadtgebiet, um einen Beitrag zur Minderung des Kohlenstoffdioxidgehalts in der Erdatmosphäre zu leisten.

## Schulleben

### Cafeteria
Die Schule verfügt für die Mittagsverpflegung über eine Cafeteria mit angeschlossenem Aufenthaltsraum.

### Veranstaltungen
An der KSTBB finden unter anderem folgende Veranstaltungen statt: Modularisierte „Kompetenztage“, Schullandheimaufenthalte, Jugend trainiert für Olympia, Weihnachts- und Jahresabschlussfeiern, Projekttage.
Weitere Veranstaltungen und Aktivitäten werden durch die Schülermitverantwortung (SMV) angeboten.

### Arbeitsgemeinschaften und Planspiele

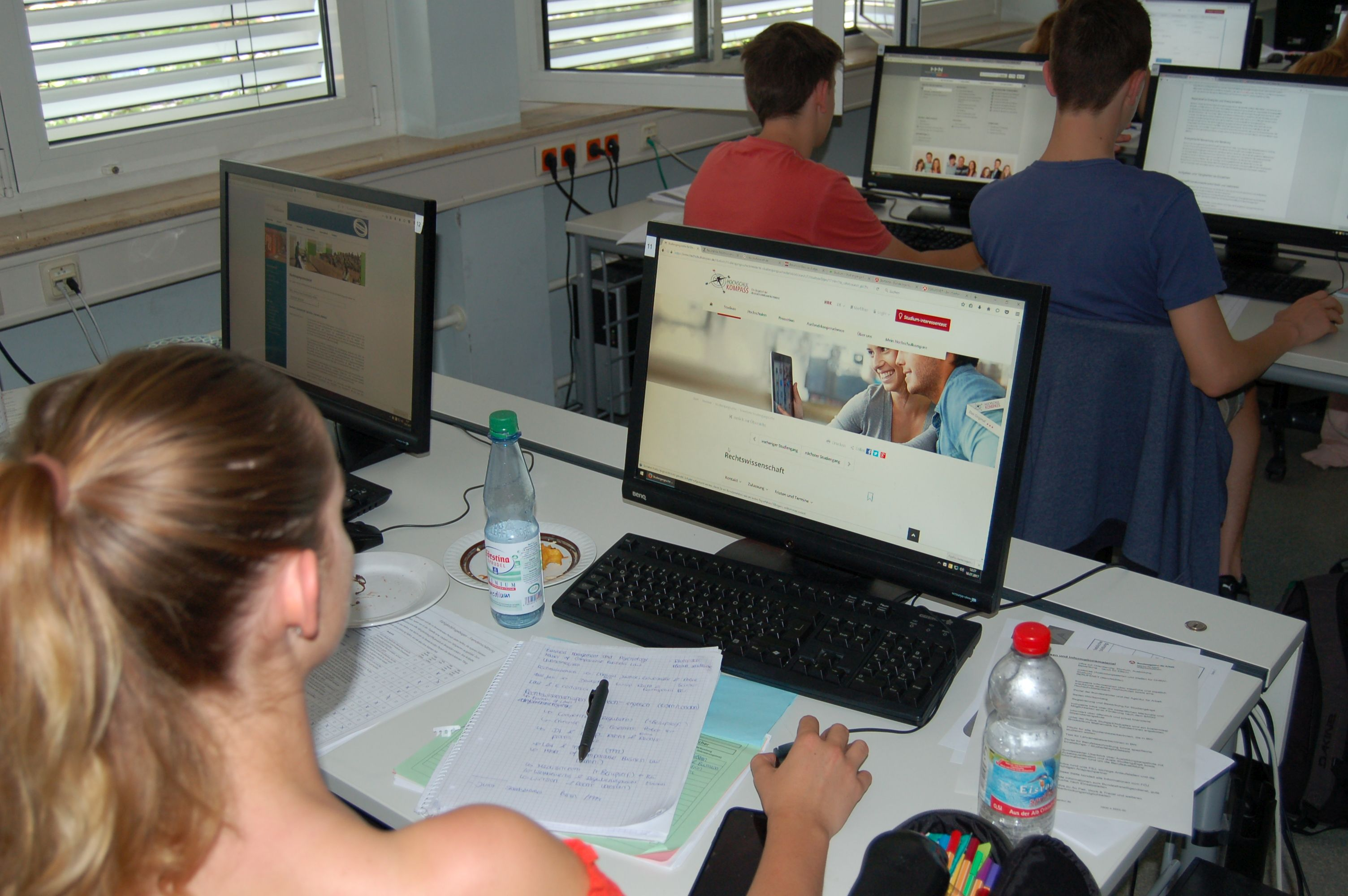
Das BEST-Seminar an der Kaufmännischen Schule (2017)

Folgende Arbeitsgemeinschaften und Planspiele werden angeboten: Das FN-Jugendprojekt der Fränkischen Nachrichten, das Planspiel Börse der Sparkassen, das Planspiel Shirt-Store, der Deutsche Gründerpreis für Schüler, Wettbewerb Kreative Köpfe im Taubertal, ein Entscheidungstraining BEST (zur „BErufs- und STudienorientierung“), und ein Projekt „Alpenüberquerung für Schüler mit dem Mountainbike“.

### Übungsfirmen

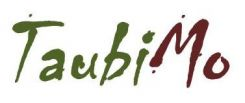
Tauberbischofsheimer Modell (TaubiMo) im Übungsfirmenunterricht

Eine Übungsfirma ist eine simuliertes Unternehmen. Die Schüler handeln mit anderen Übungsfirmen mit virtuellen Waren und Geld. Ziel ist ein stärkerer Praxisbezug des Unterrichts.

#### „Tauberbischofsheimer Modell“
Die Übungsfirmen der KSTBB arbeiten nach dem „Tauberbischofsheimer Modell“ (TaubiMo). Dieses weist folgende Merkmale auf: Einsatz einer integrierten Unternehmenssoftware, Verwirklichung des pädagogischen Prinzips einer geschlossenen Handlung, Bearbeitung vollständiger Ein- und Verkaufsprozesse in einem virtuellen Markt, quantitative und qualitative Ergebnissicherung, Verwirklichung eines papierlosen Büros sowie der Einsatz moderner Medien (virtuelle Netzwerke in Form einer Online-Cloud). 2014 informierten sich im Rahmen der Leonardo da Vinci-Förderung italienische Lehrkräfte der beruflichen Schulen von Gubbio und Perugia aus der Region Umbrien an der KSTBB über dieses Modell.

#### „Fintus“-Zusatzqualifikation
Schüler der KSTBB nehmen jährlich an einer landesweiten Fortbildungsinitiative Integrierte Unternehmenssoftware (Fintus) teil und können bei erfolgreichem Abschneiden ein Fintus-Zertifikat erwerben. Dieses wurde vom Landesinstitut für Schulentwicklung für die Fachrichtung Übungsfirma entwickelt und beinhaltet einen einstündigen Zusatztest, der in zehn Kategorien die Grundlagen der Anwendung einer integrierten Unternehmenssoftware in Einkaufs- und Verkaufsprozessen überprüft.

### Finanzbildung

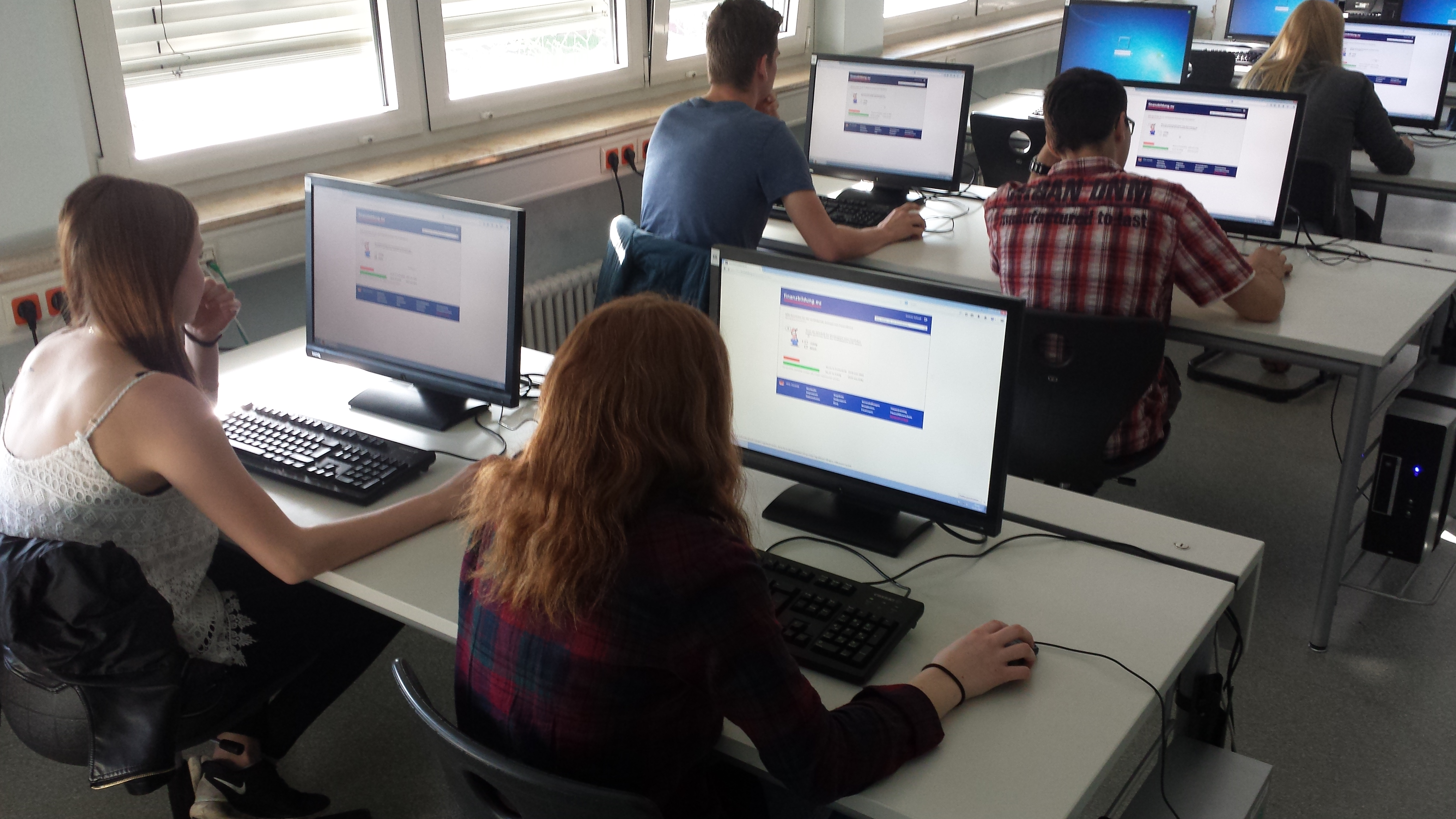
Online-Prüfung für den Europäischen Finanzführerschein (2015)

#### Europäischer Finanzführerschein
Die KSTBB bietet als eine von wenigen Schulen Deutschlands und als erste Schule im Main-Tauber-Kreis den „Europäischen Finanzführerschein“ an. Mit der Initiative „€FDL“ („€uro Finance Driving Licence“) wird das Finanzwissen von Jugendlichen und Erwachsenen getestet, erweitert und mit einem Zertifikat bestätigt.

#### Finanztest macht Schule
Daneben wurde die Schule 2015 von der Stiftung Warentest ausgewählt, um beim „Finanztest macht Schule“ teilzunehmen. Das Projekt dient der Verbesserung der ökonomischen Bildung, der Vermittlung von Finanzwissen und der Förderung der Verbraucherkompetenz. Die KSTBB wird bei diesem Projekt durch das IZOP-Institut wissenschaftlich begleitet.

### Fremdsprachen
An der KSTBB unterrichtete Fremdsprachen sind: Englisch und Spanisch. Bis in die 2010er Jahre wurde Französisch unterrichtet. In den VABO-Klassen wird daneben Deutsch für Nicht-Muttersprachler unterrichtet.

### Schüleraustausch
Die KSTBB fördert Schüleraustausch-Projekte mit Stipendiaten aus spanisch- und englischsprachigen Ländern, unter anderem mit Schülern aus den USA, die in Tauberbischofsheimer Gastfamilien bei ihren schulischen Austauschpartnern untergebracht werden.

### Besondere Lernleistungen
Am Beruflichen Gymnasium der Kaufmännischen Schule werden folgende Kurse als freiwillige Wahlmöglichkeit angeboten: Seminarkurse in der 12. Klasse als „besondere Lernleistung“ zum Ersatz eines vierten (schriftlichen) oder fünften (mündlichen) Abiturprüfungsfaches, ein Literaturkurs in der 13. Klasse und ein Philosophie-Psychologie-Kurs in der 13. Klasse.

### Förderverein
Der Förderverein der Kaufmännischen Schule Tauberbischofsheim e. V. ist eine Gemeinschaft von Eltern, Ausbildern, Lehrern, Schülern, Ehemaligen und sonstigen mit der Schule verbundenen Personen. Der Verein hat sich zur Aufgabe gestellt, unter anderem die folgenden Aktivitäten zu unterstützen und zu bezuschussen:
- Unterstützung bedürftiger Menschen im Sinne des § 53 Nr. 1 und 2 AO (insbesondere verwirklicht durch Sach- und Geldzuwendungen oder aktive Betätigung, Beteiligung)
- Förderung sozialer Fähigkeiten
- Förderung der Berufsorientierung und Berufsbildung
- Förderung der Kunst und Kultur, sowie Förderung des Sports (insbesondere verwirklicht durch Durchführung von kulturellen und sportlichen Veranstaltungen)
- Förderung der Ersten Hilfe
- Förderung der Kriminalprävention
- Förderung des Feuer-, Arbeits-, Gesundheitsschutzes sowie der Unfallverhütung

## Ehemalige Schüler und Lehrer

### Bekannte Schüler
- Ludwig Paul Häußner

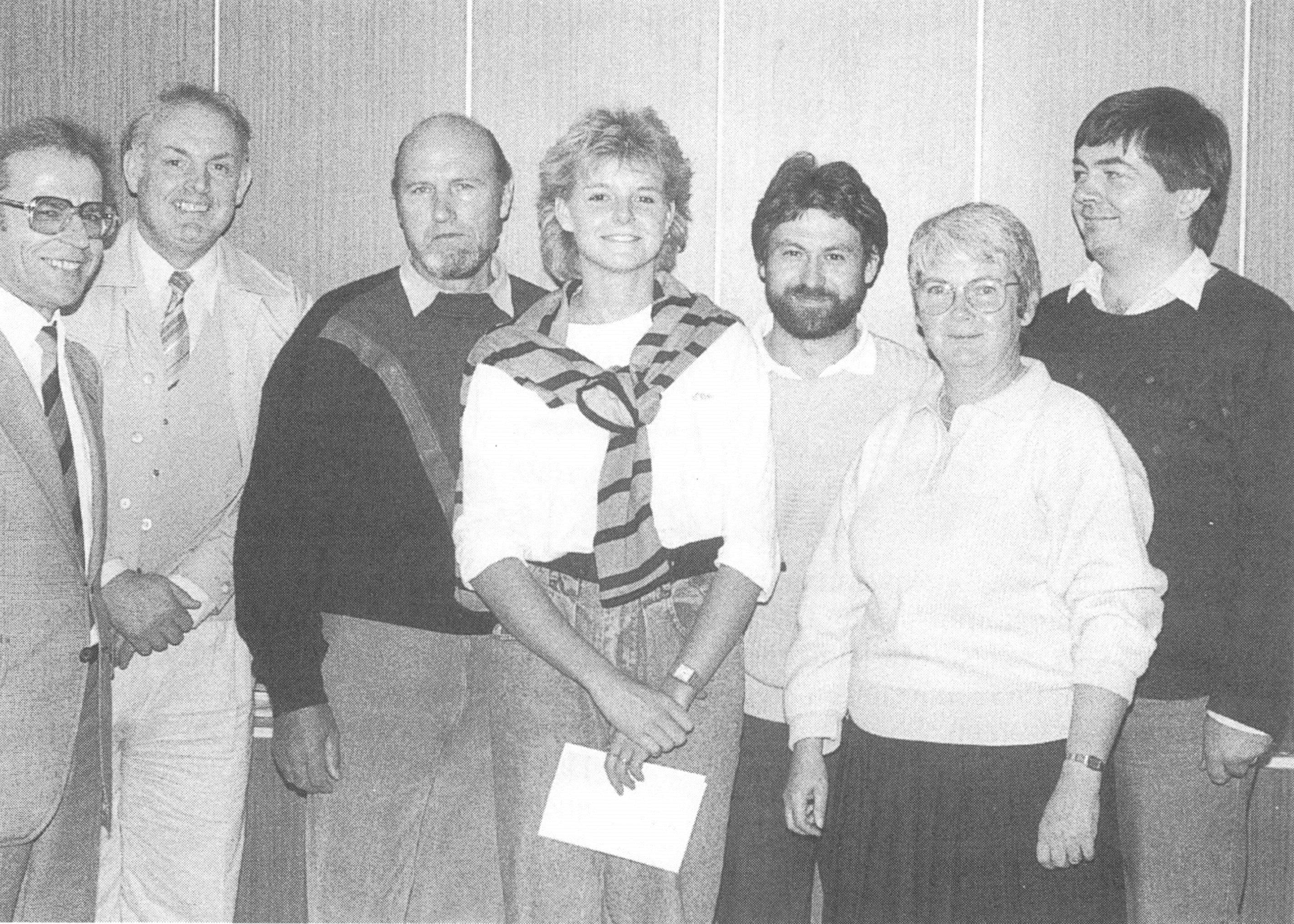
Mit Anja Fichtel freut sich die Lehrerschaft über die fechtsportlichen Erfolge im Schuljahr 1985/86

- Matthias Behr (Abitur 1975), ehemaliger deutscher Florettfechter, Olympiasieger, dreimaliger Weltmeister und mehrfacher Deutscher Meister.[82] Nach dem Ende seiner Laufbahn wurde Behr Leiter des Teilzeitinternates im Olympiastützpunkt Tauberbischofsheim.[83]
- Wolfgang Reinhart (Abitur 1976), deutscher Politiker, machte sein Abitur am Wirtschaftsgymnasium der Kaufmännischen Schule.[84]
- Anja Fichtel (Abschluss als Bürokauffrau), ehemalige deutsche Florettfechterin, 1986 mit 17 Jahren jüngste Fecht-Weltmeisterin aller Zeiten, zweifache Olympiasiegerin, fünffache Weltmeisterin und mehrfache Deutsche Meisterin, 2001 als „Fechterin des Jahrhunderts“ ausgezeichnet[82][85] und 2015 als erste Fechterin ihrer Sportart in die Hall of Fame des deutschen Sports aufgenommen.[86]
- Daneben besuchten weitere bekannte Fechter und Fechterinnen des Fecht-Clubs Tauberbischofsheim die Kaufmännische Schule Tauberbischofsheim, unter anderen Simone Bauer (Abitur 1994), Gesine Schiel, Rita König, Harald Hein, Elmar Borrmann, Thorsten Weidner, Jacek Huchwajda, Michael Huchwajda, Michael Flegler[82], Norman Ackermann (Abitur 2004)[87] Carolin Golubytskyi (Abschluss als Bankkauffrau),[88] Anne Sauer (Abitur 2010), Andreas Falb (Abitur 2014), Tamina Knauer (Abitur 2015), Nils-Ole Paul (Abitur 2016), Maximilian Mészáros (Abitur 2017) und Rico Braun (Abitur 2017).
- Jan Winkler (Abitur 2013), Handballspieler in der Jugend in Tauberbischofsheim und beim TV Großwallstadt, von 2012 bis 2016 bei den DJK-Rimpar-Wölfen in der 2. Handball-Bundesliga,[89] ab 2016 wieder beim TV Großwallstadt.[90]
- Luca Weingötz (Abitur 2015), mehrfacher Medaillengewinner im Karate bei Europameisterschaften und Deutschen Meisterschaften, startet für die Judoabteilung des TSV Tauberbischofsheim.[91][92][93]
- Felix Karle (Abitur 2019), Handballspieler in der Jugend in Tauberbischofsheim und bei den Aktiven der DJK Rimpar-Wölfe in der 2. Handball-Bundesliga,[94] Mitglied der Herren-Nationalmannschaft und Teilnehmer der Beachhandball-Europameisterschaft 2019 (6. Platz).

### Bekannte Lehrer
- Manfred Maninger (1997–2007), Heimatforscher, Autor[95][96] und bis zu seinem Tode Familiare des Deutschen Ordens, Aufsichtsrat im Fecht-Club Tauberbischofsheim und Schulleiter der Kaufmännischen Schule Tauberbischofsheim.[97][98]
- Klaus Schenck (2003–2018), Kolumnist und Autor,[99] Gründer der Online-Schülerzeitung Financial T(’a)ime (FT),[100] YouTube-Pionier mit der FT-Abiplattform,[101] die schulische Unterrichtsinhalte sowie Abitur-Präsentationsprüfungen (nach abgelegter Prüfung) filmt und online stellt, um deutschlandweit Schülern eine Möglichkeit der Klassenarbeits- und Abiturvorbereitung zu bieten.[102][103]
- Günther Krajewski, ehemaliger deutscher Degenfechter, Silbermedaillengewinner bei den Fechteuropameisterschaften 1992, heute Leiter des Wirtschaftsgymnasiums und stellvertretender Schulleiter der Kaufmännischen Schule Tauberbischofsheim.